# Elgon-hegy
Az Elgon-hegy (Mount Elgon) Uganda és Kenya határán emelkedő kialudt pajzsvulkán
A hegy az egykor a vulkán déli oldalán található hatalmas barlangokban lakó elgeyo-törzsről kapta a nevét. Maszáj nyelven „Ol Doinyo Ilgoon” (Kebel-hegy), az ugandai oldalon „Masabaként” ismerték. A vulkán Kelet-Afrika legöregebb és legnagyobb egyedül álló vulkánja, az általa elfoglalt terület mintegy 3500 km². A hegy Afrika nyolcadik legmagasabb hegye, és a világ legnagyobb alapterületű szabadon álló vulkánja. A hegy létfontosságú a környék társadalmi és gazdasági működése szempontjából, vízgyűjtő területe a környéken lakók millióinak szolgáltat vizet. A hegyen élő endemikus (csak itt megtalálható) növény- és állatfajok természetvédelme szempontjából fontos terület.

## Csúcsai
Az Elgon-hegy őt fő csúcsból áll:
- Wagagai (4321 m), Ugandában.
- Sudek (4302 m), Kenyában
- Koitobos (4222 m), lapos bazaltoszlop Kenyában
- Mubiyi (4211 m)
- Masaba (4161 m)

## Földrajzi jellemzői
Az Elgon-hegy a Viktória-tótól 100 km-re északkeletre, Uganda és Kenya határán emelkedő kialudt vulkán, melyet több csúcs alkot. Legmagasabb csúcsának, a Wagagainak, magassága ellenére csupán 4 fokos a meredeksége. Az ugandai oldalán fekvő Mount Elgon Nemzeti Park 1145 km²-en terül el. Az Elgon-hegy Kelet-Afrika vulkánjai közül a legöregebb, a Trans Nzoia-fennsík kora kambriumi alapkőzetén emelkedik. A vulkánnak és környékének talaja vulkanikus eredetű, a kiszóródott vulkáni törmelékből és vulkáni hamuból alakult ki. A hegy klímája esős és száraz évszakra oszlik, a legnedvesebb időszak áprilistól októberig tart. A hegyen élő erdőzóna, melynek vízgyűjtő szerepe rendkívül fontos,  kapja a legtöbb csapadékot. A hegy az UNESCO Ember és Természet Programjának (Programme on Man and the Biosphere (MAB)) keretein belül létrejött bioszféra-rezervátum.
A hegy talaja vörös laterit. A hegy vízgyűjtőjéből táplálkozik több folyó, a Suam-folyó, melyet lenti folyásánál Turkwel-folyónak hívnak és amely a Turkana-tóba ömlik, a Nzoia-folyó és a Lwakhakha-folyó, melyek a Viktória-tóba ömlenek. Kitale városa a hegy lábánál terül el. A terület a határ mindkét oldalán védett a két Mount Elgon Nemzeti Park révén.

## Feltérképezése, története
1896-ban Charles William Hobley volt az első európai utazó, aki körüljárta a hegyet. A Wagagai és Koitobos csúcsokra először Kmunke és Stigler jutott el 1911-ben. F. Jackson, E. Gedge és J. Martin 1890-ben mászta meg a Sudek csúcsot. A legmagasabb csúcs megmászásához nincs szükség hegymászó felszerelésre.
1929-től a hegyet az Ugandai Erdészeti Hivatal irányította. 1940-ben Mount Elgon Koronaerdő lett a neve, majd 1951-ben erdei rezervátummá alakították. Az 1968-1978 között elfogadott munkaterv fő célja az erdő megvédése volt. Miután Ugandában megszilárdult a politikai rend, a kormány fokozott figyelmet fordított a természetvédelemre, ezért 1988-ban egy rehabilitációs projektet indítottak az Elgon-hegyen. 1992-ben a hegy felső szakasza nemzeti park státuszt kapott.

## Lakói
A hegy északi lejtőin, 2500–3000 m magasságon a pásztorkodó életmódot folytató sabei népcsoport emberei élnek, akik az erdőzóna és a magasan fekvő ingoványos területek közötti réteken legeltetik szarvasmarháikat, birkáikat és kecskéiket. A nagy méretű családok számát 1991-ben 210-re tették. A sabei népcsoporton kívül nincsenek más, állandóan itt lakó emberek.

## Növényzete és állatvilága
A  hegy növényzetének és madárvilágának kutatására jelentős erőfeszítéseket fordítottak. A 2000 m feletti erdőzónában élő növények jelentős része afromontán típusú, endemikus növény. A madárvilág felmérése azt mutatta, hogy az Elgon-hegyen élő madarak fajösszetétele változatos, melyek közt számos, ritka és veszélyeztetett faj is megtalálható.
A ritka növényfajok közt megtalálható az Ardisiandra wettsteinii, a Carduus afromontanus, az Echinops hoehnelii, a Ranunculus keniensis és a Romulea keniensis.
A kisemlősökről kevés információ áll rendelkezésre. A nagy emlősök egyre ritkábbak, mivel az 1980-as évek politikai bizonytalansága következtében sokan vándoroltak a hegy környékére, és ez az állatok élőhelyének megzavarásához vezetett. Bár ebben az időszakban az afrikai elefánt (Loxodonta africana) és a kafferbivaly (Syncerus kaffer) eltűnt a hegy ugandai oldaláról, a kafferbivalyok az utóbbi időkben már ismét megjelentek, és a kenyai határon is láttak már elefántokat. Megfigyeltek leopárdot (Panthera pardus), közönséges bozótiantilopot (Tragelaphus scriptus) és fehérarcú cerkófot (Cercopithecus ascanius) is, melyről korábban azt hitték, hogy ezen a helyen kihalt. A hegyen leggyakrabban előforduló emlősfajok: a zászlósfarkú kolobusz (Colobus guereza), a fejdíszes cerkóf (Cercopithecus mitis), a kelet-afrikai szirtiborz (Heterohyraz brucei) és a pusztai bóbitásantilop (Sylvicapra grimmia).

## Egyéb jellegzetességek
- Az Elgon-hegy kalderája a világ egyik legnagyobb épségben magmaradt kalderája;
- A Suam-folyó meleg forrásai;
- Az Endebess-sziklafal (2563 m);
- Ngwarisha, Makingeny, Chepnyalil és Kitum lávabarlangok. A Kitum-barlang 60 méter széles és  200 méter mélyen nyúlik be a hegy belsejébe. A barlangokat elefántok mélyítették,[2] melyek gyakran látogatták a barlangokat és az agyarukkal fellazított sótartalmú kőzetet, más emlősökkel együtt, felnyalogatták a barlang faláról. A Kitum barlangot kapcsolatba hozták a Marburg-vírussal is, miután két, a barlangot meglátogató személy (1980-ban és 1987-ben) megkapta a halálos betegséget és meghalt.[2]